# Journal of Analytical Atomic Spectrometry
Journal of Analytical Atomic Spectrometry (abrégé en JAAS) est une revue scientifique à comité de lecture. Ce mensuel publie des articles de recherches originales dans le domaine de la spectrométrie atomique analytique.

## Histoire
Au cours de son histoire, le journal a changé une fois de nom :
- Annual Reports on Analytical Atomic Spectroscopy, 1971-1984  (ISSN 0306-1353)
- Journal of Analytical Atomic Spectrometry, 1986-en cours  (ISSN 0267-9477)

## Bureau éditorial
L'actuel directeur de publication est Detlef Günther (École polytechnique fédérale de Zurich, Suisse).

## Facteur d'impact
D'après le Journal Citation Reports, le facteur d'impact de ce journal était de 3,466 en 2014.